# Bảo tàng Jacquemart-André
Bảo tàng Jacquemart-André (tiếng Pháp: Musée Jacquemart-André) là một bảo tàng nghệ thuật nằm ở Quận 8, thành phố Paris. Được thành lập từ một bộ sưu tập cá nhân, ngày nay bảo tàng Jacquemart-André trưng bày hội họa Pháp, Hà Lan, Ý cùng nghệ thuật trang trí.
| Métro Paris | Bến tàu điện ngầm: Miromesnil hoặc Saint-Phillippe-du-Roule |

## Lịch sử
Bảo tàng Jacquemart-André bắt nguồn từ một bộ sưu tập cá nhân của một cặp vợ chồng: Edouard André và Nélie Jacquemart. Edouard André là một chính trị gia, xuất thân trong một gia đình theo đạo Tin Lành kinh doanh ngành ngân hàng. Vợ Edouard André, Nélie Jacquemart là một nữ họa sĩ. Cùng say mê nghệ thuật, hai người tới Ý hàng năm để tìm mua các tác phẩm cho bộ sưu tập của mình.
Năm 1869, Edouard André cho xây dựng một dinh thự trên đại lộ Haussmann vừa mới được mở. Công trình được giao cho Henri Parent, một kiến trúc sư theo trường phái truyền thống. Tới năm 1875, dinh thự của Edouard André hoàn thành.
Sau khi Edouard André mất vào năm 1894, Nélie Jacquemart tiếp tục sưu tầm các tác phẩm cho bộ sưu tập. Khi qua đời năm 1912, Nélie Jacquemart di tặng cho Institut de France dinh thự cùng bộ sưu tập để mở một bảo tàng. Tới năm 1913, bảo tàng mang tên hai người, Jacquemart-André được mở cửa.
Từ năm 1995, bảo tàng do công ty Culturespaces quản lý.

## Bộ sưu tập

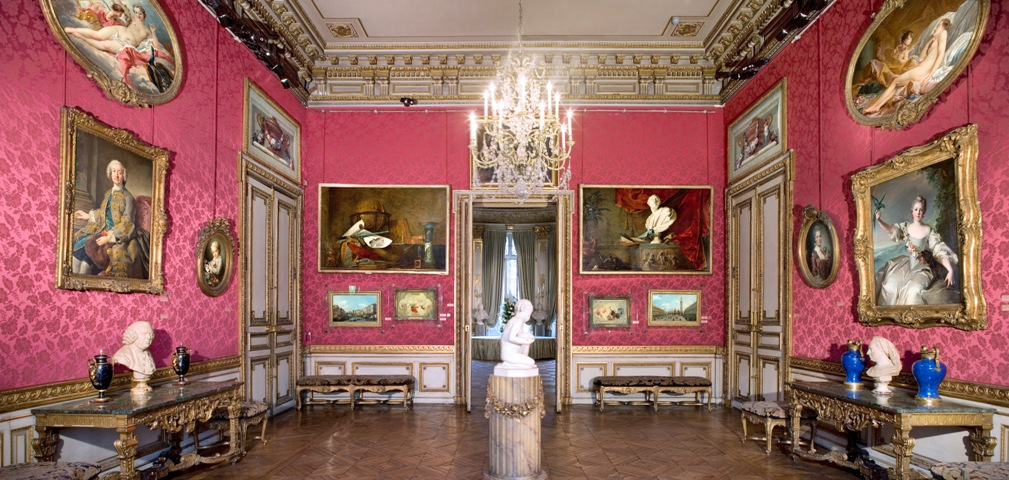
"Phòng khách hội họa"

Bộ sưu tập của bảo tàng Jacquemart-André nằm trong một không gian đặc biệt sang trọng. Vốn là người giàu có bậc nhất thời Đệ nhị đế chế, Edouard André đã xây dựng một biệt thự lớn gồm nhiều phòng khách, phòng nghỉ, thư viện, phòng ăn, vườn. Các hiện vật của bảo tàng Jacquemart-André được hợp thành bởi bốn bộ sự tập: hội họa Pháp, hội họa Hà Lan, hội họa Ý Phục Hưng và các tác phẩm nghệ thuật trang trí. Tuy là bộ sưu tập cá nhân, nhưng Edouard André và Nélie Jacquemart đã tập hợp được một số họa phẩm của những họa sĩ nổi tiếng bậc nhất như Jacques-Louis David, Rembrandt, Sandro Botticelli... Ngoài ra, bảo tàng còn trưng bày tác phẩm của các nghệ sĩ Élisabeth-Louise Vigée Le Brun, Canaletto, Jean-Marc Nattier, Alfred Boucher, Anthony van Dyck, Frans Hals, Giovanni Battista Tiepolo, Thomas Lawrence, Joshua Reynolds, Thomas Gainsborough, Gian Lorenzo Bernini, Andrea Mantegna, Jean-Honoré Fragonard, và Jean-Baptiste-Siméon Chardin.
Năm 2005, 2006, Bảo tàng Jacquemart-André đón tiếp trung bình 200 ngàn lượt khách mỗi năm.

## Hình ảnh

Bảo tàng Jacquemart-André
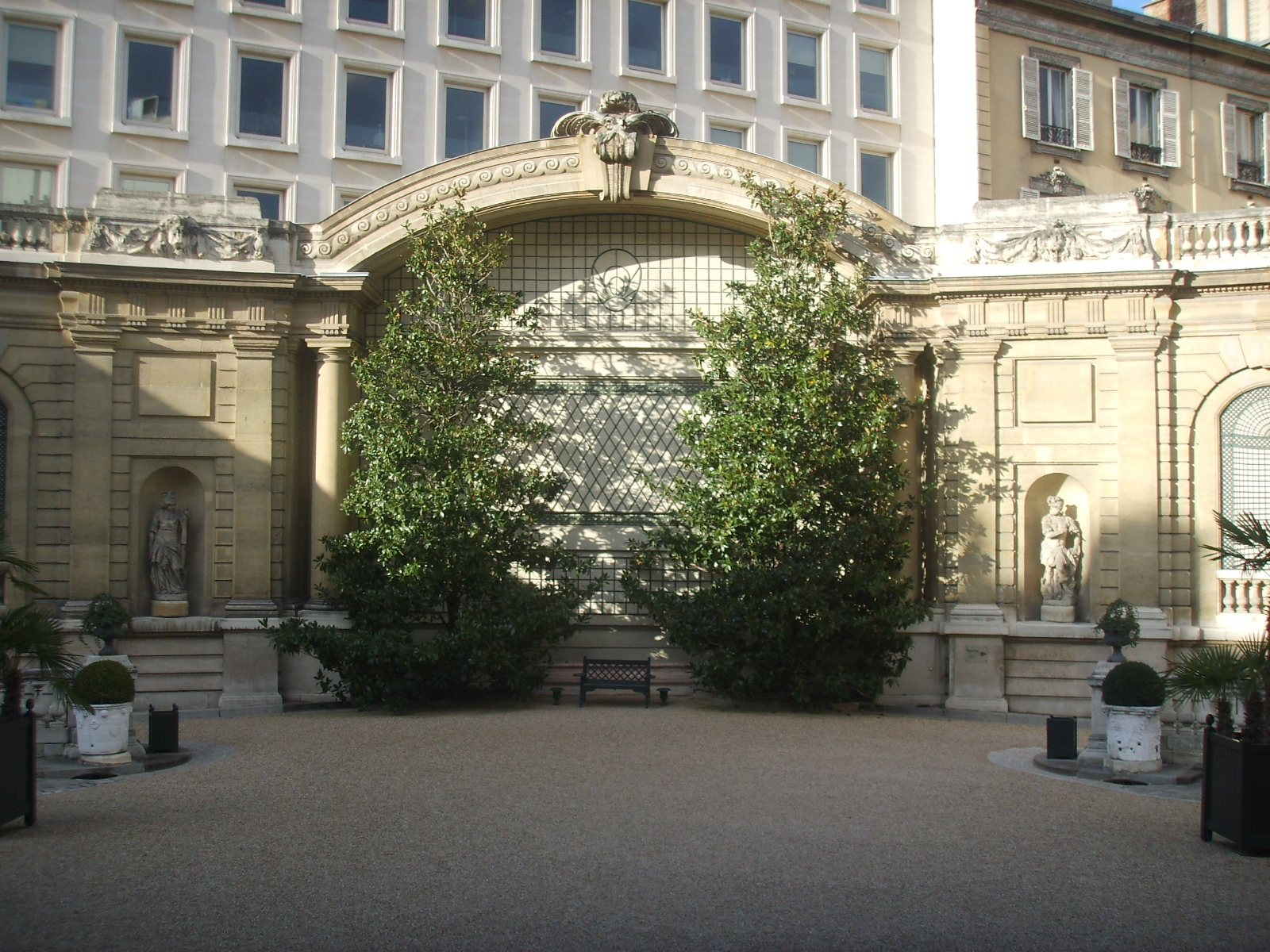
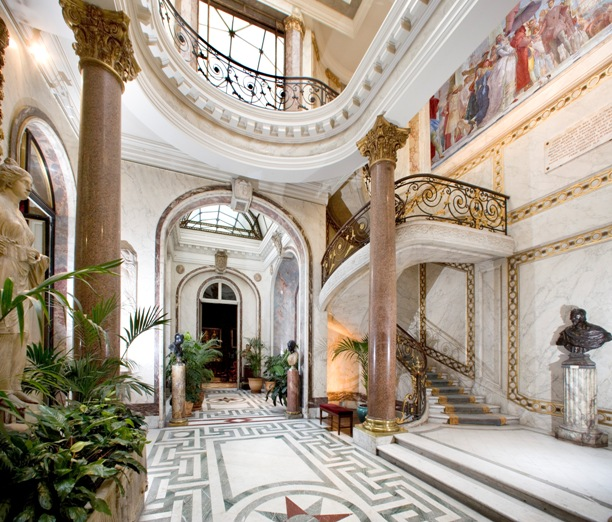
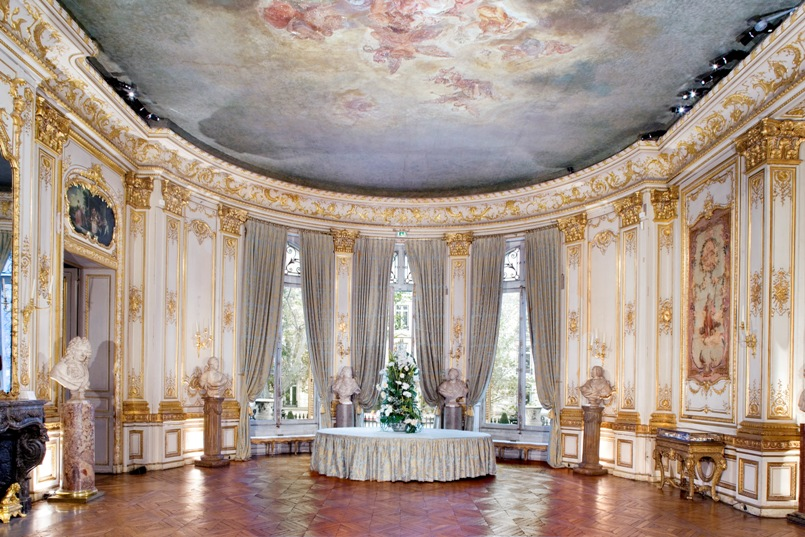
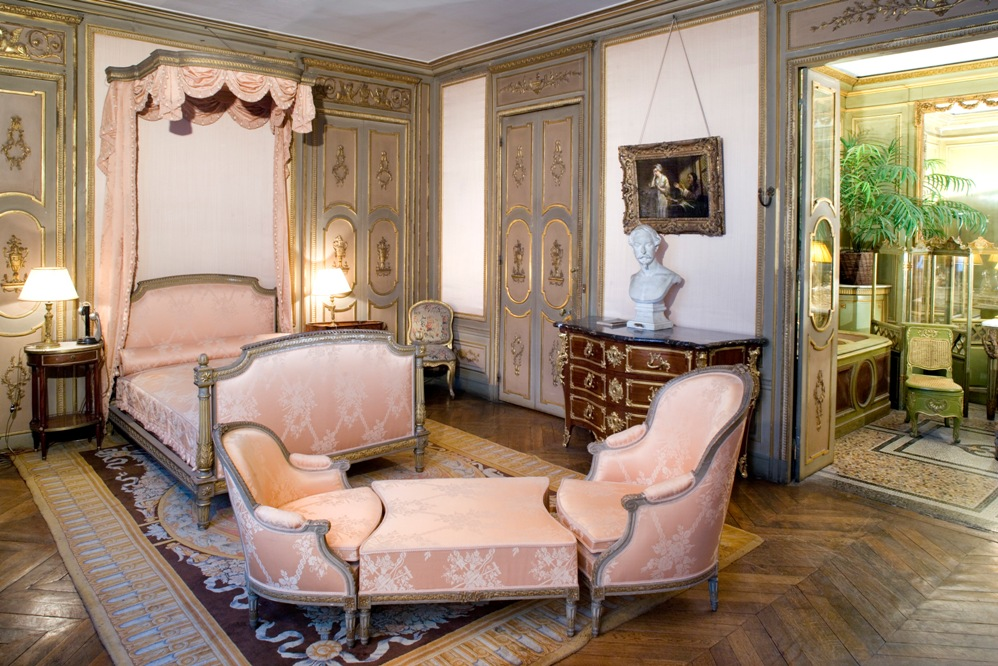
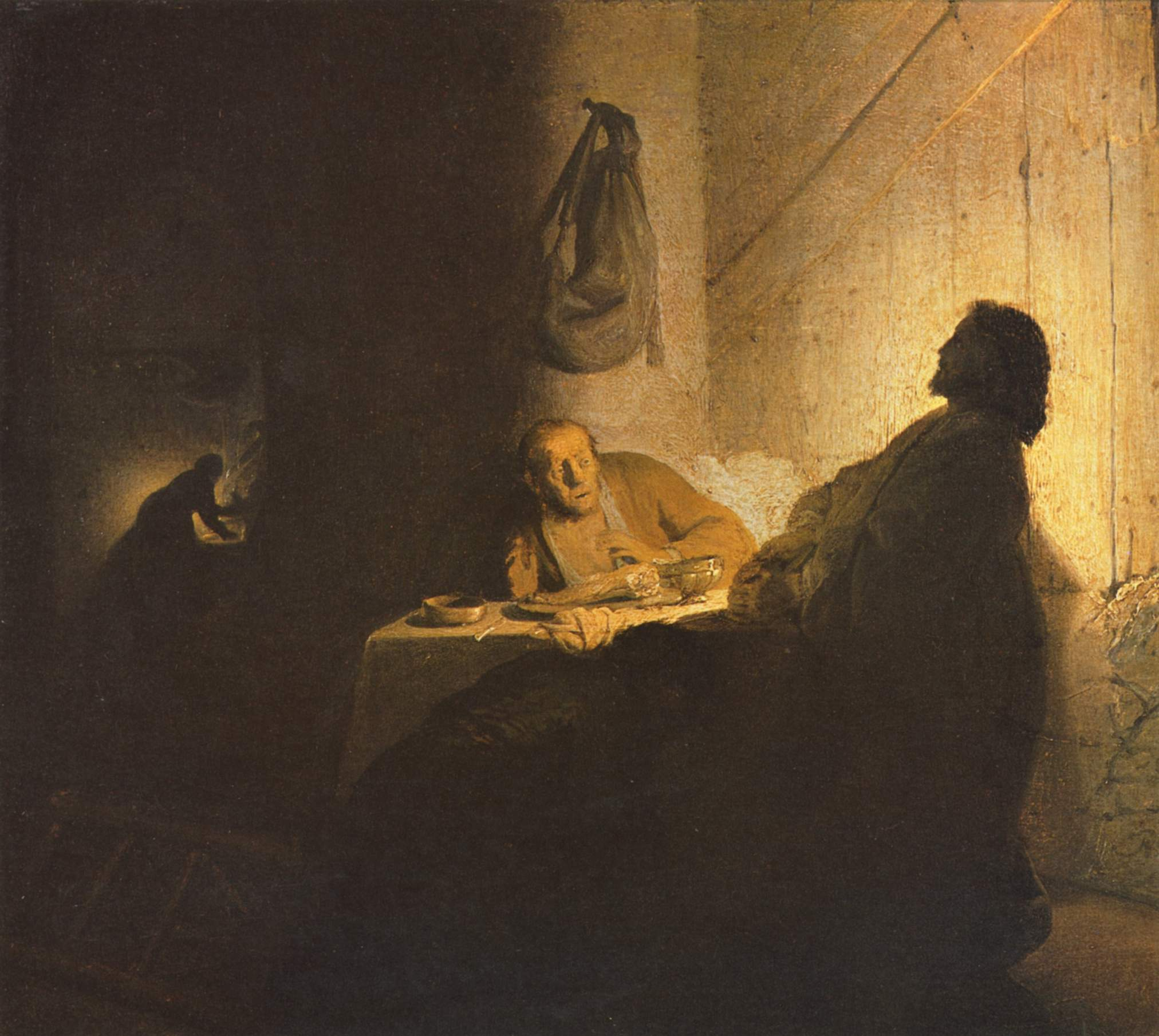
Rembrandt Christus in Emmaus
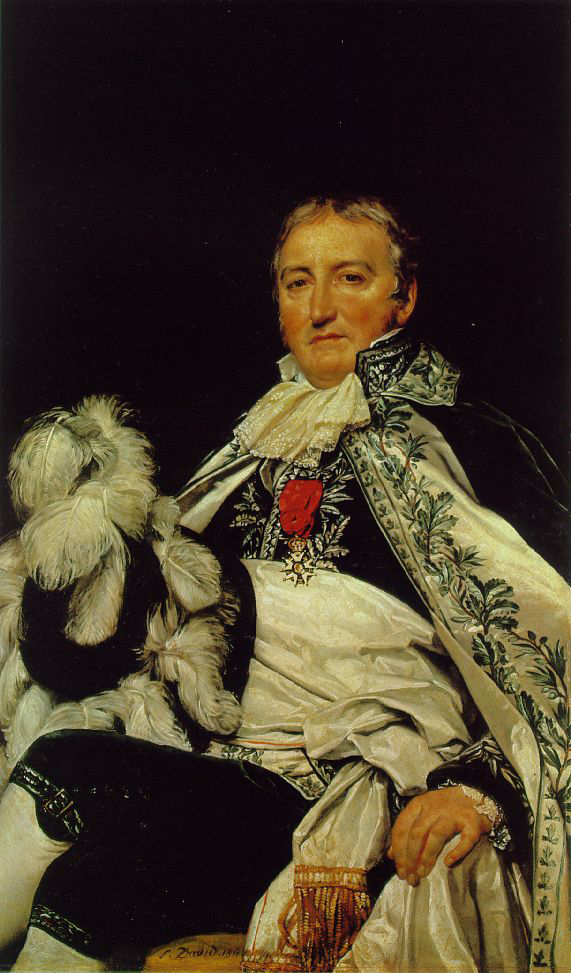
Jacques-Louis David Count Francais de Nantes
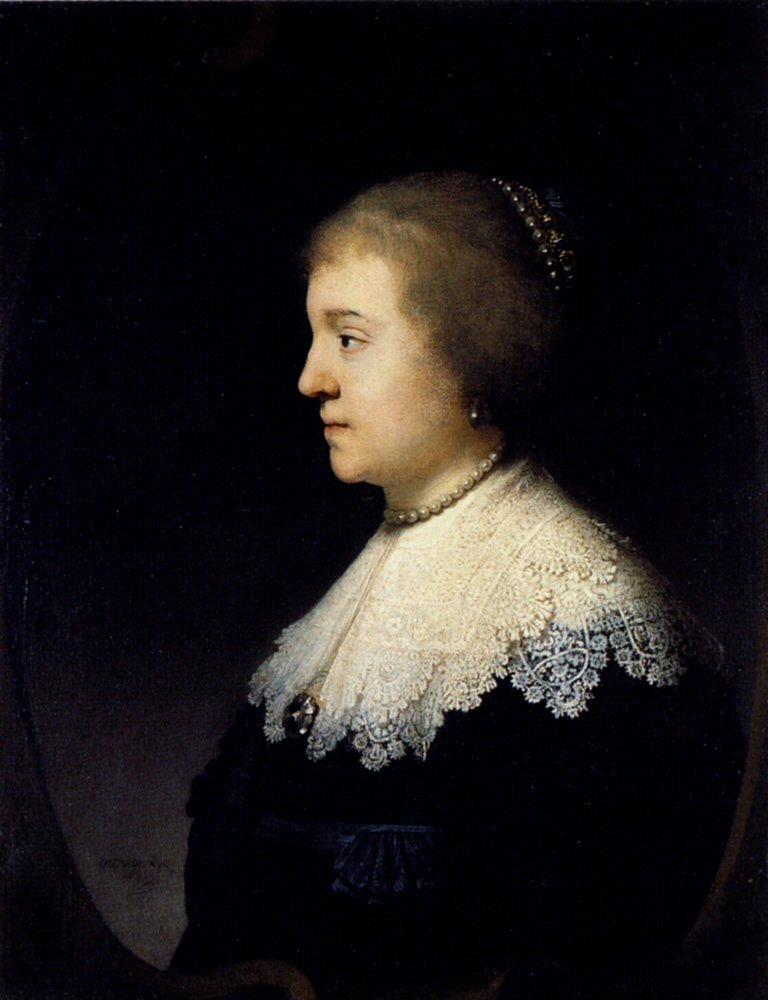
Rembrandt Portrait Of Amalia van Solms
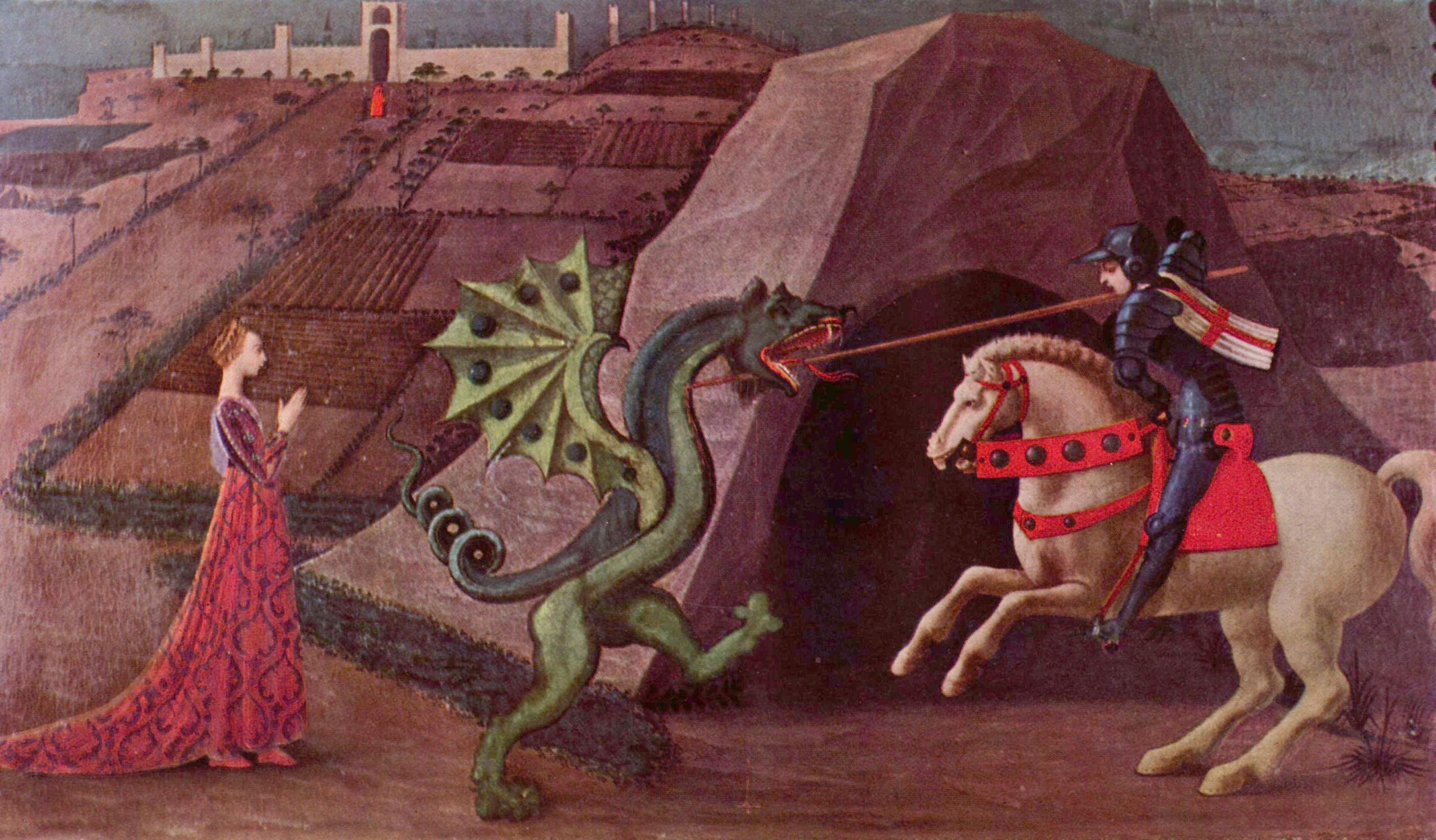
Paolo Uccello Georg und der Drache